# Franco Sibilla
Franco Sibilla (Torino, 5 maggio 1923 – Genova, 12 agosto 2008) è stato un vescovo cattolico italiano, principe della Chiesa di Asti.

## Biografia
Nacque a Torino, città capoluogo di provincia e sede arcivescovile, il 5 maggio 1923 da una famiglia di origine genovese.

### Formazione e ministero sacerdotale
Compiuti gli studi scientifici, ottenne la laurea in ingegneria. Trasferitosi con la famiglia a Genova, lì si iscrisse al seminario arcivescovile.
Il 29 giugno 1952 fu ordinato presbitero, nella cattedrale di San Lorenzo a Genova, dall'arcivescovo Giuseppe Siri.

### Ministero episcopale
Il 15 luglio 1974 papa Paolo VI lo nominò vescovo di Savona e Noli, diocesi unite aeque principaliter; succedette a Giovanni Battista Parodi, dimessosi per raggiunti limiti di età. Il 29 settembre successivo ricevette l'ordinazione episcopale, nella cattedrale di Savona, dal vescovo Giovanni Battista Parodi, coconsacranti i vescovi Luigi Maverna e Angelo Vivaldo. Durante la stessa celebrazione prese possesso della diocesi.
L'8 settembre 1980 fu nominato vescovo di Asti da papa Giovanni Paolo II; succedette a Nicola Cavanna, deceduto il 20 febbraio precedente.
Il 16 marzo 1989 lo stesso papa accolse la sua rinuncia, presentata per motivi di salute; gli succedette Severino Poletto, fino ad allora vescovo di Fossano.
Morì a Genova il 12 agosto 2008, all'età di 85 anni. Dopo le esequie, celebrate il 13 agosto dal cardinale Angelo Bagnasco nella cattedrale di Genova e il 14 agosto dal cardinale Severino Poletto nella cattedrale di Asti, fu sepolto nella cripta di quest'ultimo edificio.

## Genealogia episcopale
La genealogia episcopale è:
- Cardinale Scipione Rebiba
- Cardinale Giulio Antonio Santori
- Cardinale Girolamo Bernerio, O.P.
- Arcivescovo Galeazzo Sanvitale
- Cardinale Ludovico Ludovisi
- Cardinale Luigi Caetani
- Cardinale Ulderico Carpegna
- Cardinale Paluzzo Paluzzi Altieri degli Albertoni
- Papa Benedetto XIII
- Papa Benedetto XIV
- Papa Clemente XIII
- Cardinale Marcantonio Colonna
- Cardinale Giacinto Sigismondo Gerdil, B.
- Cardinale Giulio Maria della Somaglia
- Cardinale Carlo Odescalchi, S.I.
- Cardinale Costantino Patrizi Naro
- Cardinale Lucido Maria Parocchi
- Papa Pio X
- Papa Benedetto XV
- Papa Pio XII
- Cardinale Giuseppe Pizzardo
- Vescovo Giovanni Battista Parodi
- Vescovo Franco Sibilla